# It’s Easy to Remember (And So Hard to Forget)
It’s Easy to Remember (And So Hard to Forget) ist ein Song von Richard Rodgers mit einem Text von Lorenz Hart, der 1935 veröffentlicht wurde.
Der Song wurde für den Spielfilm Mississippi geschrieben, in dem Bing Crosby eine Hauptrolle hatte. Crosby nahm den Titel am 21. Februar 1935 mit dem Orchester Georgie Stoll auf. Binnen Monatsfrist war It’s Easy to Remember in den US-Charts, wo er zwei Wochen auf dem Spitzenplatz führte.
Besonders durch die Interpretation von Billie Holiday auf ihrem Album Lady in Satin 1958 wurde die Ballade zu einem Jazzstandard: John Coltrane nahm ihn 1962 mit seinem Quartett auf seinem Ballads-Album (auf Impulse! Records) auf; für den US-Jazztrompeter Billy Butterfield und sein Orchester wurde er gar zur Erkennungsmelodie; Keith Jarrett spielte ihm zweimal mit seinem Standards-Trio ein (Tribute, At the Deer Head Inn). Weitere Versionen des Titels stammen von Gary Bartz, Mel Tormé, dem Roy Haynes Trio und dem Art Van Damme Quintet.